# Avenue de l'Abbé-Roussel
L'avenue de l’Abbé-Roussel est une avenue du 16e arrondissement de Paris.

## Situation et accès

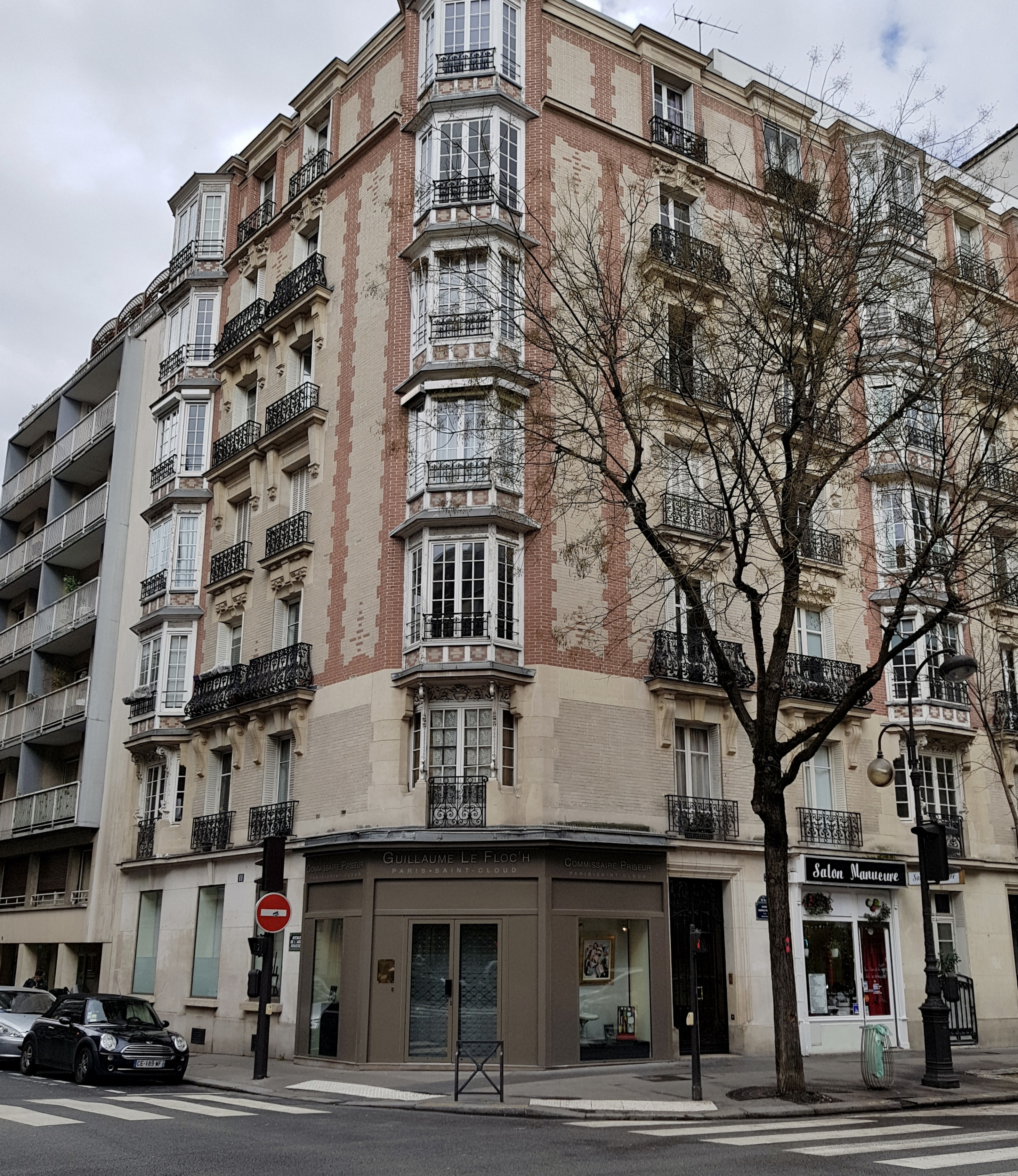
Immeuble de 1899 situé à l'angle de l'avenue de l'Abbé-Roussel et de l'avenue Théophile-Gautier.

Longue de 92 mètres, elle commence 37, rue Lafontaine et finit 30, avenue Théophile-Gautier. Elle est en sens unique.
Le quartier est desservi par la ligne 10 à la station Église d'Auteuil.

## Origine du nom
Cette voie porte le nom de l'abbé Louis Roussel (1825-1897), fondateur de l'œuvre des Orphelins apprentis d'Auteuil.

## Historique
Elle a été créée en 1882 comme le prolongement de l'avenue Perrichont dont elle portait le nom avant d'être rebaptisée « avenue de l'Abbé-Roussel » en 1969.